# Villa Caserotta
Villa Caserotta è una villa signorile situata nel comune di San Casciano in Val di Pesa.

## Storia e descrizione
Il nucleo originario della villa è facilmente intuibile dal piazzale antistante, ed è quello intorno alla torre centrale mentre l'ala con la veranda è stata aggiunta nel XVIII secolo. La villa è rimasta di proprietà della famiglia Strozzi fino al XVIII secolo quando fu acquistata dalla famiglia Ganucci Cancellieri che ne è tuttora proprietaria
L'interno, dotato di ampie sale che si affacciano, parte sul giardino, parte sul cortile interno, conserva ancora l'aspetto che le fu donato da Matteo Strozzi, proprietario della villa nel XVI secolo. Lo Strozzi per abbellire la sua residenza chiamò alcuni tra i maggiori artisti del suo tempo quali Michele Tosini, il Bronzino - che dipinse a fresco il tabernacolo degli Strozzi - e il Tribolo, che fu impegnato nel giardino che oggi è però molto ridotto rispetto all'originale e non conserva più niente della sua opera.
La cappella, che si trova nella parte più interna della villa, ha forma rettangolare e volta a botte. L'interno è decorato da affreschi già attribuiti a Michele Tosini ma da assegnarsi a Giovanni Brina e datati 1561: sulla parete sinistra è rappresentata la Adorazione dei Magi in cui è anche un autoritratto dell'artista. Sulla parete destra è raffigurato l'episodio delle Nozze di Cana in cui, nel ruolo degli sposi, sono raffigurati Francesco I de' Medici e la sua sposa Bianca Cappello, mentre in basso si vedono una serie di vasi in argento ed oro a modo di decorazione della parete dell'altare. La volta è affrescata completamente e vi è dipinto il Padre Eterno contornato da 28 teste di cherubini che hanno tutti un'espressione diversa dall'altro. L'altare era ornato in passato da un Battesimo di Cristo, dipinto nel 1561 da Michele Tosini, oggi alla Pinacoteca Nazionale di Ferrara. A destra di esso è possibile vedere una raffigurazione della villa all'epoca di Matteo Strozzi.
All'interno della cappella è stata trasportata la tavola che si trovava nella chiesetta di Santa Margherita, antistante alla villa, raffigura la Deposizione della Croce ed è anche questa di Michele di Ridolfo del Ghirlandaio. L'opera è datata al 1540.